# Nocciano
Nocciano är en ort och kommun i provinsen Pescara i regionen Abruzzo i Italien. Kommunen hade 1 806 invånare (2018).